# Sexey-les-Bois
Sexey-les-Bois är en kommun i departementet Meurthe-et-Moselle i regionen Grand Est (tidigare regionen Lorraine) i nordöstra Frankrike. Kommunen ligger i kantonen Toul-Nord som tillhör arrondissementet Toul. År 2018 hade Sexey-les-Bois 380 invånare.

## Befolkningsutveckling
Antalet invånare i kommunen Sexey-les-Bois
| Referens: INSEE |